# Artaxer do Sacastão
Artaxer (em persa médio: rthštr; romaniz.: Ardašīr; em parta: rthštr, Ardašīr; em grego clássico: Αρταξαρ, Artaxar) foi um oficial sassânida do século III, ativo durante o reinado do xainxá Artaxer I (r. 224–242).

## Nome
Artaxes (Αρτάξης, Artáxēs), Adeser (Αδεσήρ, Adesēr), Artaxer (Αρταξηρ, Artaxḗr), Artaxares (Αρταξάρης, Artaxárēs), Artaser (Αρτασήρ, Artasḗr), Artasires (Αρτασείρης, Artaseírēs), Artaxas (Αρτάξας, Artáxas) e Artaxias (Αρταξίας, Artaxías) são as formas gregas do parta e persa médio Ardaxir ou Artaxir (𐭠𐭥𐭲𐭧𐭱𐭲𐭥, Ardaxšīr ou Artaxšīr) e do armênio Artaxir (Արտաշիր, Artašir) e Artaxes (Արտաշէս, Artašēs; surgido da forma não atestada *Artašas). Esses nomes derivam do persa antigo Artaxaça (𐎠𐎼𐎫𐎧𐏁𐏂𐎠, Artaxšaçā) ou o iraniano antigo Artaxatra (*R̥ta-xš-ira-), que significa "cujo reinado é através da verdade". Sua grafia em persa antigo também foi helenizada e latinizada como Artaxerxes (Αρταξέρξης, Artaxérxēs).

## Vida

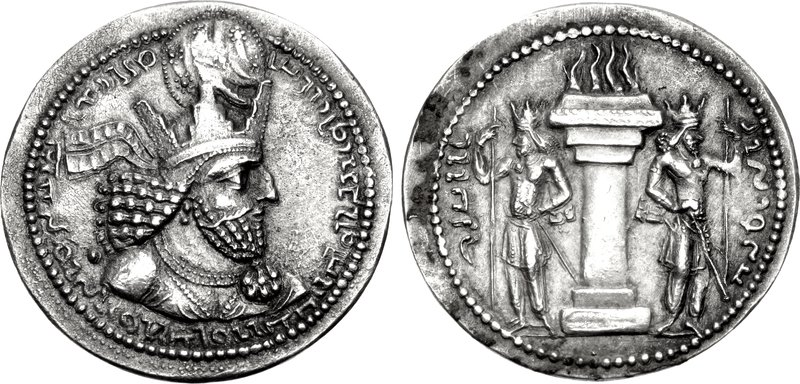
Dracma de Sapor cunhado ca. 240-244

Artaxer era um nobre persa, possivelmente filho do xainxá Artaxer I (r. 224–242) e irmão de Sapor I (r. 240–270). Foi citado na inscrição trilíngue Feitos do Divino Sapor escrita ca. 262 por ordens de Sapor e segundo a qual era xá do Sacastão, uma das províncias mais orientais do Império Sassânida, sob Artaxer I. Segundo a inscrição, estava em quarto lugar na ordem de precedência da corte. Para Vesta Sarkhosh Curtis, seu sucesso foi incompleto. Dada sua posição no tempo de seu pai, Artaxer talvez seria sucessor, mas por razões desconhecidas foi Sapor que tornou-se o herdeiro aparente; talvez o próprio Sapor teve seu papel nisso. Curtis sugeriu que Artaxer e Sapor enalteceram o papel de Pabeco à ascensão dos sassânidas ao poder contra os arsácidas em detrimento de Sasano por questões propagandísticas: o primeiro por temer que a aristocracia de Pérsis o consideraria como estrangeiro, a julgar pela origem no Sacastão de seu ancestral; o segundo por pretender apagar a memória do herdeiro aparente Artaxer, que ele eclipsou e que à época era governador na mesma região.